# Juurakkojärvi, Norrbotten
Juurakkojärvi är en sjö i Pajala kommun i Norrbotten och ingår i Kalixälvens huvudavrinningsområde. Sjöns area är 0,035 kvadratkilometer och den är belägen 200 meter över havet.